# Explosions in the Sky
Explosions in the Sky er et amerikansk instrumentel post-rock band fra Texas. De har indtil videre udgivet fem albums, et enkelt soundtrack, samt bidraget til en række såkaldte 'compilations'. Desuden er de på vej med et nyt album, der er sat til at udkomme i løbet af 2011.

## Medlemmer
- Mark Smith (guitar)
- Chris Hrasky (trommer)
- Munaf Rayani (guitar)
- Michael James (bas, guitar)

## Diskografi

### Studiealbums
- How Strange, Innocence (2000)
- Those Who Tell the Truth Shall Die, Those Who Tell the Truth Shall Live Forever (2001)
- The Earth Is Not A Cold Dead Place (2003)
- The Rescue (2005)
- All of A Sudden I MIss Everyone (2007)
- Take Care, Take Care, Take Care (2011)

### Soundtracks
- Friday Night Lights – Original Soundtrack (2004)